# Mniší hora
Mniší hora är en kulle i staden Brno i Tjeckien. Toppen på Mniší hora är 333 meter över havet.